# Shahrestān di Ravar
Lo shahrestān di Ravar (in persiano: شهرستان راور‎) è uno dei 23 shahrestān della provincia di Kerman, il capoluogo è Ravar. Lo shahrestān è suddiviso in 2 circoscrizioni (bakhsh): 
- Centrale (بخش مرکزی‎)
- Kouhsaran (بخش کوهساران‎)